# Сиракузия
«Сиракузия» (др.-греч. Συρακουσία) — античное греческое торгово-транспортное судно. На момент постройки около 240 года до н. э. было самым большим кораблём в мире, исходя из чего его могли принять лишь порты Сиракуз и Александрии. Этот, казалось бы, неустранимый недостаток царь Гиерон II смог использовать в свою пользу, подарив судно фараону Птолемею III Эвергету.
Согласно Афинею, постройкой корабля руководил Архимед. С судном связана легенда о том, как его минимальными усилиями переместил Архимед, после чего сказал свою легендарную фразу «Дайте мне точку опоры и я переверну Землю». Также при его постройке были впервые применены архимедов винт и технология против обрастания корпуса водорослями и морскими организмами.

## Общая характеристика
Сведения о «Сиракузии» содержатся в «Пире мудрецов» древнегреческого писателя II—III веков н. э. Афинея со ссылкой на трактат некоего Мосхиона. Постройкой судна руководил великий сиракузский учёный Архимед, а во главе плотников и ремесленников поставили некоего кораблестроителя Архия из Коринфа.
Для постройки судна с Этны привезли столько древесины, что её бы хватило на 60 четырёхрядных кораблей, дерево для изготовления клиньев, шпангоутов и поперечных брусьев доставили частично из материковой Италии, коноплю приобрели в Иберии, а пеньку и смолу доставили с берегов реки Родан. За полгода «Сиракузию» построили лишь наполовину, а затем спустили на воду, где и достраивали ещё полгода. Каждую готовую часть корпуса обшивали свинцом триста ремесленников, подкладывая под пластины пропитанное смолой полотно. В данном случае речь идёт об одной из первых технологий, препятствующих обрастанию корпуса судна.

Подъём предметов с помощью Архимедова винта

Когда внешняя отделка корабля была закончена, стали оборудовать его изнутри. На судне, согласно Афинею, было двадцать скамей для гребцов и три прохода один под другим. Нижний вёл к трюму, второй — к каютам, третий — к помещениям для воинов. Кают было 30, в каждой находилось по 4 ложа, то есть судно было рассчитано на 120 пассажиров. Для корабельщиков предназначался зал с пятнадцатью ложами и три отдельных покоя с тремя ложами в каждом. Пол кают выложили мозаикой со сценами из «Илиады» Гомера. На судне располагались гимнасий, дорожки для прогулок с беседками, конюшни, бани, рыбный садок и даже посвящённый Афродите храм. Всё это было украшено статуями и мозаиками из мрамора и слоновой кости. Также были учтены требования безопасности. Восемь башен предназначались для лучников и камнеметателей. Кроме этого на судно установили изготовленную под руководством Архимеда катапульту, бросавшую камни весом в три таланта (около 75 кг) и баллисты.
Предполагалось, что такое судно будет давать течь. Разработанный Архимедом винт позволял выкачивать воду всего лишь одному человеку. Это устройство представляло собой вращающийся внутри цилиндра винт с косым направлением витков резьбы, что представлено на анимационной картинке. Строение архимедова винта дошло до нас из трудов римского архитектора и механика I века до н. э. Витрувия. Несмотря на кажущуюся простоту, данное изобретение позволило решить поставленную перед учёным проблему. Его впоследствии стали применять в самых различных отраслях промышленного и сельскохозяйственного производств, в том числе для перекачки жидкостей и сыпучих твёрдых веществ, таких как уголь и зерно.

## Спуск на воду и дальнейшая судьба

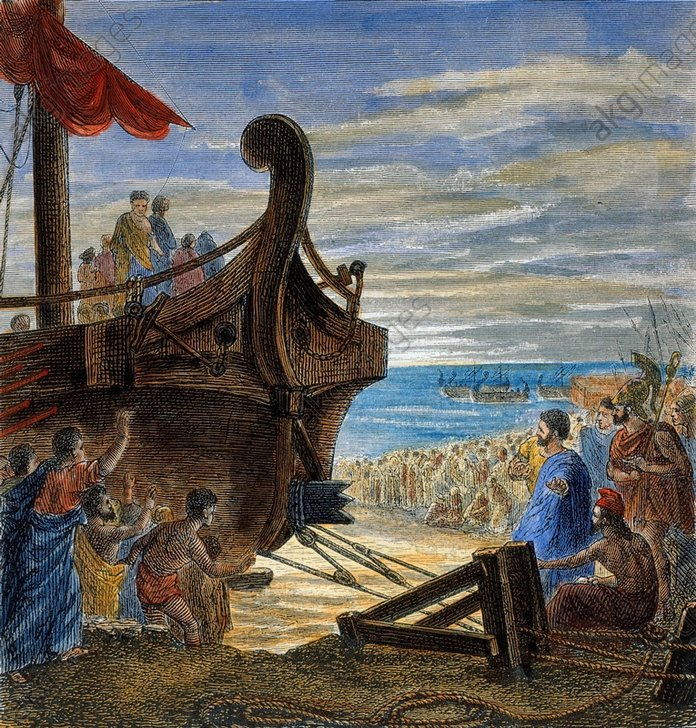
Архимед передвигает корабль

Согласно описанной у Афинея версии, когда огромное по античным меркам судно было наполовину построено, Гиерон II распорядился спустить его на воду, чтобы там завершить остальные работы. О том, как это сделать, было много споров. Задачу решил Архимед, который вместе с немногими помощниками сумел сдвинуть огромный корабль с места, изготовив систему сложных блоков с лебёдками. По легенде Архимед в этот момент и произнёс свою знаменитую фразу, которая в современных интерпретациях звучала, как др.-греч. Δός μοι πᾷ στῶ καὶ τὰν γᾶν κινήσω («Дай мне, где стать, и Землю поверну», в другом варианте: «Дайте мне точку опоры, и я переверну Землю»).
Когда судно достроили его загрузили 60 тысячами медимнами хлеба, десятью тысячами бочек солений, двумя тысячами талантов шерсти и двумя тысячами талантов прочих грузов. Однако судно оказалось непрактичным. Только два порта античного Средиземноморья могло принять корабль таких размеров — Сиракузы и Александрия. Этот, казалось бы неустранимый недостаток Гиерон смог использовать в свою пользу, подарив судно фараону Птолемею III Эвергету. К тому же в Египте в это время случился неурожай. Плавание из Сицилии в Египет стало единственным. «Сиракузия» благополучно достигла Александрии. Там её переименовали в «Александриду» и вытащили на берег.
Автор хвалебной эпиграммы в честь постройки невиданного доселе судна Гиерону Архимел получил от сиракузского царя тысячу медимнов зерна.

## Современные оценки
Описание столь громадного, построенного в Античности, судна у современников вызывает сомнение. Антиковед С. Торр называет легенду о «Сиракузии» абсурдной. Максимум, что он допускает, это обычный, пусть и большой по меркам того времени, корабль отправленный Гиероном II Птолемею в подарок. Впоследствии молва и льстецы гиперболизировали особенности строения, вместимость и обустройство судна.
Другие авторы указывают на то, что столь детальное описание свидетельствует в пользу реального существования «Сиракузии». Учёные Лионель Кассон и Олаф Хёкманн называют её самым большим кораблём Античности и эпохи эллинизма. Оценки грузоподъёмности судна составляют от 1600 до 3650 тонн. Строительные материалы, как то пенька и смола поступали с берегов Роны, конопля — с Пиренейского полуострова. Это стало возможным лишь по окончании Первой Пунической войны в 241 году до н. э. Так как судно строили не менее года, то предположительно его отправили в Александрию не ранее 240 года до н. э. Это согласуется с информацией о неурожае и вызванным им голодом в Египте в начале 230-х годов до н. э.